# Zarządzanie zapasami
Zarządzanie zapasami jest jedną z podstawowych funkcji logistycznych przedsiębiorstwa produkcyjnego, obejmującą planowanie, organizację, realizację i kontrolę tych faz przepływu dóbr, tj. od momentu ich zakupu poprzez produkcję i dystrybucję do ostatecznego klienta, w których prędkość przepływu jest równa zeru. Celem zarządzania zapasami jest realizacja oczekiwań klientów przy minimalnym zaangażowaniu kapitału oraz redukcja kosztów.
Zarządzanie zapasami to proces decyzyjny w którym należy:
- wybrać pozycje asortymentowe, których zapasy powinny być utrzymane,
- określić poziom zapasów bezpieczeństwa,
- określić wielkość zamawianych partii,
- określić czas składania zamówień,
- określić system kontroli stanu zapasów.

Zarządzanie zapasami w firmie funkcjonującej w rozwiniętej gospodarce rynkowej wymaga wszechstronnych zmienności nie tylko logistycznych aspektów zarządzania w tej dziedzinie, ale przede wszystkim aspektu finansowego. Nadmierne zamrożenie środków finansowych w zapasach prowadzi bowiem do powstawania kosztów utraconych możliwości, ograniczających długofalowy rozwój firmy. Niedobory zapasów powodują natomiast zachwianie realizacji zamówień w przypadku braku wyrobów gotowych na magazynie.
Funkcjonowanie procesów produkcji i obrotu wymaga utrzymania w poszczególnych ogniwach gospodarki określonych zasobów środków produkcji. Na zasoby te składają się m.in. środki pracy i przedmioty pracy. Rozróżnienie to wynika z roli i funkcji, jakie środki te spełniają w procesach produkcji, jak również z odmienności procesu ich zużywania się i przenoszenia wartości na nowy produkt. Środki pracy zużywają się stopniowo, uczestniczą w wielu cyklach obrotu, z tego też względu wartość ich przenosi się stopniowo na produkt. Odmiennie funkcjonują przedmioty pracy. Ulegają one całkowitemu zużyciu w każdym cyklu obrotu, przy czym wartość ich przenosi się w pełni na produkt. W każdym kolejnym cyklu produkcji następuje całkowita ich odnowa, cechuje je zatem wysoki stopień płynności.
Jednym z rodzajów zasobów produkcyjnych są zasoby rzeczowe (materialne) środków obrotowych. Zasoby tych środków określa się mianem zapasów. Z teoretycznego punktu widzenia zasoby środków i przedmiotów pracy możemy identyfikować z zasobami środków trwałych i rzeczowych środków obrotowych. W praktyce gospodarczej zaś zakres tych kategorii jest nieco odmienny. Do rzeczowych środków obrotowych zalicza się również część środków pracy o krótkim okresie użytkowania i niskiej jednostkowej cenie zakupu (wytworzenia). Zakres środków pracy zaliczany do rzeczowych środków obrotowych jest zmienny w czasie.
W prowadzeniu działalności gospodarczej, czy to produkcyjnej, czy handlowej, niezbędne jest utrzymanie zapasów. Zapewnia to ciągłość procesów gospodarczych, ciągłość produkcji i sprzedaży. Firma gromadzi różne rodzaje zapasów, takie jak: materiały, towary, produkcja w toku. W procesie gospodarczym każda z tych grup zapasów odgrywa inna rolę.
W firmie produkcyjnej dominują zapasy materiałów i produktów gotowych. Firma handlowa gromadzi zapasy towarów. W firmach usługowych występują zapasy materiałów, które mogą być użyte do realizacji usług.
Utrzymanie zapasów surowców i materiałów jest związane z:
- koniecznością zapewnienia rytmiczności produkcji,
- korzyściami skali produkcji,
- korzyściami skali dostaw,
- ograniczeniem ryzyka związanego z niepewnością w dostawach i czasie dostaw,
- zabezpieczeniem przed nagłymi zdarzeniami.

Zapasy surowców i materiałów ułatwiają wydłużenie serii produkcyjnych, a zatem i ograniczenie kosztów zbyt częstych przestawień linii produkcyjnych. Długie serie produkcji przy względnie stałej wydajności pracy są podstawą obniżki jednostkowych kosztów produkcji. Ponieważ popyt na produkty zmienia się w czasie, zapasy stanowią bufor pomiędzy zmieniającym się popytem a podażą produktów. Dzięki odpowiednim zapasom można ustabilizować produkcję i wydajność na pewnym poziomie i wpływać tym samym na obniżkę stałych kosztów produkcji. Większe zapasy mogą umożliwić dokonywanie zakupów materiałów w większych partiach oraz transport dużych partii, co obniży koszty transportu i ułatwi uzyskanie rabatów cenowych, stosowanych przy zakupach dużych partii produktów. Kupując większe partie dostaw w celu uzyskania znaczących obniżek stawek transportowych i zniżek cenowych, firma gromadzi zapasy w sytuacji, gdy wymienione korzyści są wyższe niż koszty utrzymania zapasów.
Utrzymanie zapasów może być również podyktowane względami kalkulacyjnymi, takimi jak przewidywanie przyrostu cen, zmiany stopy procentowej kredytów, wahania kursów walut. Zmiany tych parametrów są spowodowane inflacją. W ocenie opłacalności utrzymania zapasów w warunkach inflacji porównuje się oszczędności uzyskane w wyniku tworzenia zapasów produktów, nabywanych wcześniej po niższych cenach, z kosztami utrzymania zapasów i utraconymi korzyściami z tytułu zaniechania alternatywnych możliwości wydatkowania tych środków. Zapasy ograniczają ryzyko związane z niepewnością w dostawach i czasie dostaw. W wielu przypadkach poziom zaopatrzenia firmy na dane dobra, niezbędne do produkcji, czas realizacji zamówień, nie są dokładnie znane. W związku z tym jest konieczne utrzymanie zapasu bezpieczeństwa adekwatnego do potrzeb produkcyjnych firmy. Taki zapas chroni również firmę przed nagłymi zdarzeniami, takimi jak strajki, pożary, powodzie. Wiele polskich firm doświadczyło braku węgla w okresie długich strajków górników.
Inne przyczyny dla, których firma decyduje się na utrzymanie zapasów to:
- sezonowość dostaw surowców i materiałów lub sezonowość występowania zapotrzebowania na wyroby;
- utrzymanie swych źródeł dostaw poprzez podtrzymywanie działalności dostawców w okresie zmniejszonego zapotrzebowania (dotyczy to zwłaszcza dużych firm otrzymujących dostawy z niewielkich firm);
- zapewnienie stałego poziomu zatrudnienia w firmie w krótkich okresach, cechujących się zmiennością zapotrzebowania.

Omówione dotychczas czynniki wskazywały na potrzebę utrzymania zapasów surowców i materiałów. Zapasy produktów gotowych, wytwarzanych przez firmę, również są zdeterminowane wieloma uwarunkowaniami. Gromadzenie zapasów wyrobów gotowych jest konieczne przede wszystkim dla zapewnienia ciągłości sprzedaży. Trudno bowiem jest przewidzieć rozmiary popytu, aby móc go skoordynować w czasie z podażą. Utrzymywanie zapasów ma bezpośredni wpływ na poziom obsługi klienta, który pragnie mieć dostęp do danych produktów w dogodnym dla siebie czasie i miejscu. Brak zamawianego produktu na składzie uniemożliwia realizację zlecenia lub ją opóźnia, co grozi utratą zysku ze sprzedaży, jak również pogorszeniem reputacji firmy na rynku. Braki te mogą podprowadzić do utraty potencjalnych możliwości sprzedaży w przyszłych okresach i pociągnąć za sobą koszty utraconych możliwości.
Bardzo wysoka gotowość dostawy w firmie może być ważnym atutem w grze konkurencyjnej na rynku. Jest ona szczególnie ważna w przypadku produktów „czułych na obsługę”. Wrażliwość klientów na braki i opóźnienia w dostawach jest szczególnie wysoka na rynkach towarów, których marka nie jest ugruntowana na rynku. Braki zapasów wyrobów gotowych i niezrealizowanie zamówienia mogą okazać się bardzo kosztowne, gdyż klienci wybiorą dostępne w tym czasie produkty konkurencji. Natomiast zapasy produktów cieszących się dużą lojalnością nabywców wobec marki mogą być niższe, gdyż nabywcy ci zaakceptują dłuższe oczekiwanie na zamówiony towar i nie skorzystają z usług konkurencji.
Do istotnych, poza wymienionymi, czynników wpływających na potrzebę i poziom utrzymania zapasów można dodatkowo zaliczyć:
1. Czynniki, na które przedsiębiorstwo ma wpływ, takie jak:
  1. sposób produkcji (na konkretne zamówienie odbiorcy czy na magazyn);
  2. sprawność służby marketingowej, jej umiejętność precyzyjnej oceny możliwości, czasu i realizacji sprzedaży;
  3. technologia i organizacja produkcji, zwłaszcza możliwość elastycznego dostosowania skali i struktury produkcji do zmian popytu;
  4. sposoby organizacji kanałów zbytu przedsiębiorstwa i pozycja przedsiębiorstwa w stosunkach z pośrednikami oraz możliwość przerzucenia funkcji magazynowania wyrobów na pośrednie ogniwa sprzedaży;
  5. sprawność dystrybucji, czyli możliwość szybkiego przemieszczania wyrobów gotowych do odbiorców końcowych lub dystrybutorów.
2. Czynniki niezależne od przedsiębiorstwa, a głównie:
  1. wahania popytu na produkty oferowane przez daną firmę;
  2. oczekiwania nabywców, co do czasu dostawy;
  3. postępowanie konkurentów (ich elastyczność, czas reakcji i dostawy).